# جائحة فيروس كورونا في بولندا
في شهري فبراير ومارس لعام 2020، خلال جائحة مرض فيروس كورونا 2019-20 التي بدأت في أواخر عام 2019، أجرت السلطات الصحية في بولندا تحاليل مخبرية للحالات المشتبهة بالتقاط عدوى فيروس سارس كوف 2، وهو واحد من سبع فيروسات تصيب البشر من عائلة فيروس كورونا (الفيروسات التاجية)، إضافة إلى تطبيق الحجر الصحي المنزلي والمراقبة. كانت الحالة المشخصة الأولى والمؤكدة مخبريًا بوجود فيروس سارس كوف 2 في بولندا لرجل نُقل إلى مشفى في جلونا غورا، وأُعلن التأكيد رسميًا في الرابع من مارس عام 2020. أُعلن عن مرحلة الانتقال المحلي لفيروس سارس كوف 2 في بولندا لمنظمة الصحة العالمية في العاشر من مارس. حدثت الوفاة الأولى الناتجة عن مرض فيروس كورونا 2019 (كوفيد-19) في بولندا لسيدة بعمر 56 في الثاني عشر من مارس. لم تشارك السلطات البولندية في المناقصة التي دخلها الاتحاد الأوروبي في الثامن والعشرين من فبراير 2020 لشراء المعدات الطبية المرتبطة بالوقاية من جائحة كوفيد-19، والتي شاركت فيها 20 دولة ضمن الاتحاد. قدمت بولندا في السابع عشر من مارس مناقصة لشراء القفازات الطبية والنظارات والحواجز الواقية للوجه والأقنعة الطبية الجراحية والملابس الواقية؛ ذكرت المفوضية الأوروبية أن جميع الطلبات في المناقصة حصلت على عروض كافية.
اعتبارًا من العشرين من مايو 2020، وصل عدد الحالات في بولندا إلى 20,143 إصابة مؤكدة مخبريًا بفيروس سارس كوف 2 و972 وفاة و8,452 حالة شافية.
بدأت إجراءات الإغلاق الهادفة إلى التحكم في الوباء بين العاشر والثاني عشر من مارس، وذلك من خلال إغلاق المدارس والجامعات وإلغاء النشاطات العامة، وازدادت صرامة الإجراءات في الخامس والعشرين من مارس، لتحد من التجمعات غير العائلية إلى شخصين كحد أعلى والتجمعات الدينية إلى ستة أشخاص وتحظر السفر لأسباب غير اضطرارية. في العشرين من مارس، حاولت وزارة الصحة منع العاملين في المجال الطبي من التعليق على الجائحة. دافع المفوض الشعبي آدم بودنار عن حق العاملين في المجال الطبي في الحديث علنًا وبحرية عن الوباء بناء على أرضية دستورية من حرية التعبير وحق الشعب في الحصول على المعلومات. اعترض الأطباء على أوامر الرقابة الذاتية. لم يشمل تعداد الوفيات بدايةً سوى الحالات المؤكدة مخبريًا بوجود عدوى بفيروس سارس كوف 2 (الفصل الثاني والعشرون من التصنيف الدولي للأمراض – البند يو 07.1 كوفيد-19: وجود الفيروس مثبت). بدءًا من الأول من أبريل 2020، أُضيفت الحالات المشخصة سريريًا أو وبائيًا بكوفيد- 19 (الفصل الثاني والعشرون من التصنيف الدولي للأمراض – البد يو 07.2 كوفيد-19: وجود الفيروس غير مثبت) إلى مجمل وفيات كوفيد-19 من قبل المعهد الوطني للصحة العامة – المعهد الوطني للنظافة العامة. اعتبارًا من الثامن والعشرين من مارس 2020، لم تُجر اختبارات تحري فيروس سارس كوف 2 بعد الوفاة على المتوفين من المحجورين خوفًا من إصابتهم بكوفيد-19. اعتبارًا من التاسع والعشرين من مارس، وُضع 269,307 أشخاص تحت الحجر الصحي بسبب اشتباه إصابتهم بعدوى فيروس سارس كوف 2، كما أُجري 42,783 تحليلًا لتحري وجود سارس كوف 2 منذ بداية الاختبار وحتى ذلك التاريخ. شُددت إجراءات الحظر في الحادي والثلاثين من مارس والأول من أبريل من خلال قرار حكومي يلزم المشاة في الشوارع بالإبقاء على مسافة أمان تصل إلى مترين وإغلاق الحدائق والبولفارات والشواطئ وصالونات الحلاقة والتجميل، ومنع الأطفال غير المصحوبين ببالغين من مغادرة منازلهم. صدر تنظيم جديد لهذه الإجراءات في العاشر من أبريل خفف التقييد على التجمعات العامة بدءًا من العشرين من أبريل، سامحًا بعقد التجمعات الدينية والجنائز بعدد مشاركين يصل إلى الخمسين.

خريطة متحركة للحالات المثبتة من سارس كوف 2

خريطة لعدد حالات سارس كوف 2 نسبة إلى عدد السكان في بولندا

## خلفية عامة
وُضعت توقعات عدة لحدوث جائحة عالمية في أوائل القرن العشرين، وذلك قبل جائحة فيروس كورونا 2019-20. حذرت منظمة الصحة العالمية والبنك الدولي من خطورة الجائحات خلال العقدين الأول والثاني من القرن الحادي والعشرين، خصوصًا بعد وباء المتلازمة التنفسية الحادة الوخيمة (سارس) عام 2002. وضعت منظمة الصحة العالمية مصطلح المرض إكس عام 2018، وذلك من أجل التحضير لإجراءات التحكم بالجائحة العالمية التالية مفترضة الحدوث التي لم تكن معروفة في ذلك الوقت. في عامي 2005 و2006 قبل جائحة إنفلونزا الخنازير عام 2009، وخلال العقد التالي للجائحة، جهزت حكومتا الولايات المتحدة وفرنسا مخازن احتياطية من معدات الوقاية من الكوارث واستهلكت هذه المخازن. في أواخر ديسمبر من عام 2019 وأوائل يناير من عام 2020، حدث تفشٍّ سريع لوباء ناتج عن فيروس -عُرف لاحقًا أنه مرتبط بفيروس سارس سابق الذكر- في مدينة ووهان الصينية قبل الانتشار إلى أماكن أخرى من العالم، وذلك مع إعلان الوفاة الأولى الناتجة عن المرض الجديد بتاريخ الحادي عشر من يناير عام 2020 في ووهان.

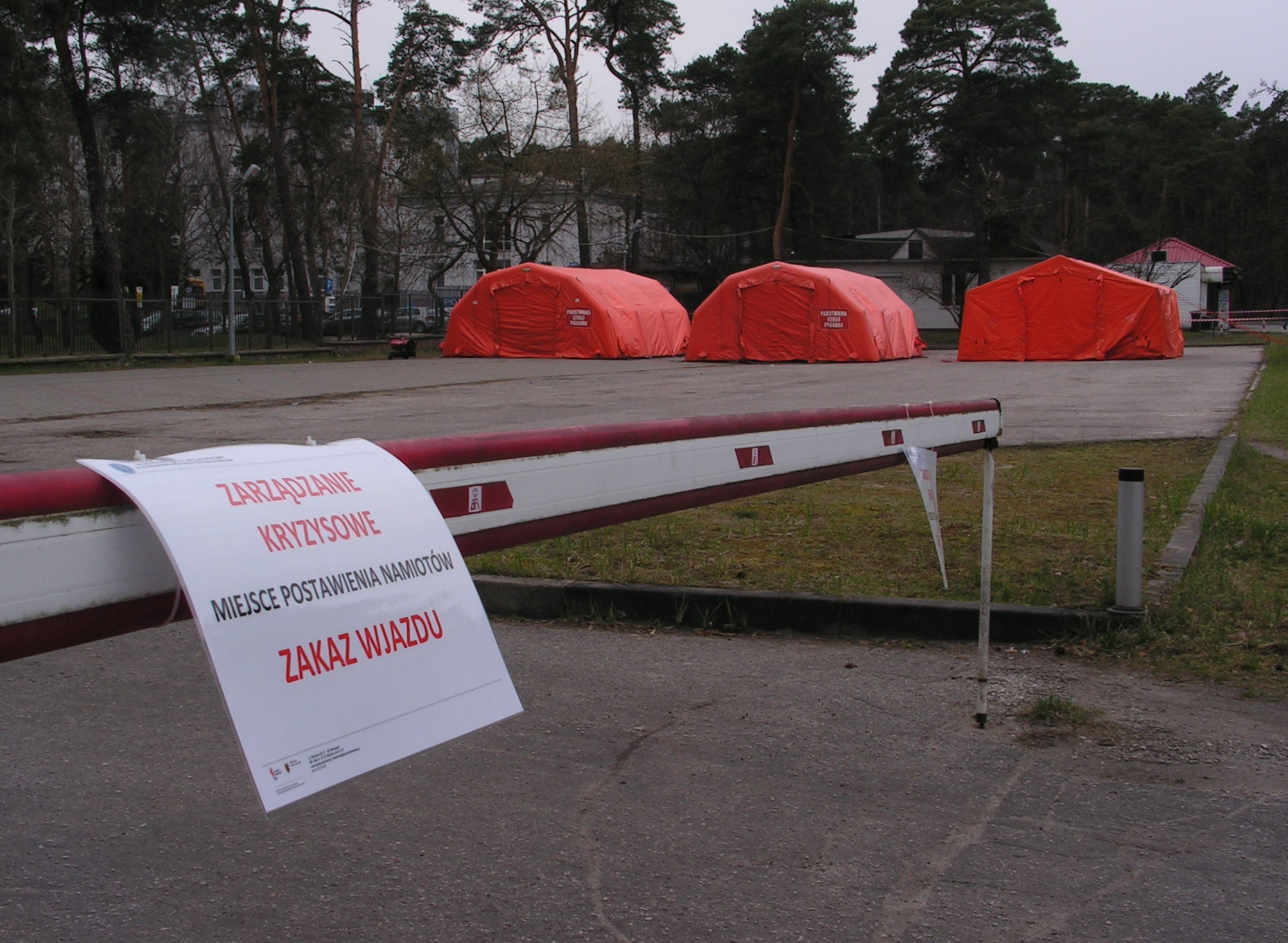
خيم طبية أمام مشفى في فوتسوافك لفحص المرضى الذين يُشتبه بإصابتهم بفيروس سارس كوف 2 (مارس 2020)..

## التحضيرات
خلال يناير من عام 2020، أجرى مطار وارسو فريدريك شوبان إجراءات مسح خاصة للركاب القادمين من الصين.

### الاختبار والمراقبة
اعتبارًا من التاسع والعشرين من فبراير 2020، أجرت فرق رباعية الأفراد تابعة للمعهد الوطني للصحة العامة – المعهد الوطني للنظافة العامة (إن آي بي إتش – إن آي إتش) تحاليل بالاشتراك مع مشفى شاريتيه في برلين 307 اختبارات جينية لعينات من مشتبهين بحمل فيروس سارس كوف 2، مع وجود 28 اختبارًا بانتظار التحليل. أجرى معهد الصحة العامة الاختبارات في مخبره الموجود في وارسو وفي المشفى الإقليمي للأمراض المعدية في وارسو. جُهزت مخابر تشخيصية في ثمان بلدات أخرى لإجراء تحاليل مشابهة. رفضت وزارة الصحة ذكر عدد معدات الاختبار الموجودة في المخابر البولندية.
في الرابع من مارس، أعلن وزير الصحة البولندي أن تسعة مخابر تجري اختبارات فيروس سارس كوف 2 (معهد الصحة العامة – المعهد الوطني للنظافة العامة ومشفى فويفوديشيب للأمراض الإنتانية في وارسو، إضافة إلى مخابر في أولشتين وفروتسواف وبوزنان وكاتوفيتسه وجيشوف وغدانسك وكيلسي)، في حين ذكر موقع أوكو دوت بريس الصحفي الاستقصائي أن أربعة مخابر فقط كانت تجري الاختبارات. ادعى الوزير أن «المحطات الصحية الوبائية» في لوبلين ووودج وبوزنان سوف تبدأ بإجراء اختبارات سارس كوف 2 في اليوم التالي. في السادس من مارس، أعلن الوزير أن ثلاثة عشر مخبرًا أصبحت قيد العمل لإجراء اختبارات سارس كوف 2.
تعني كلمة «مشتبه» شخصًا مقبولًا بالمشفى بسبب الشك بإصابته بفيروس سارس كوف 2. في حال عدم وجود تحديثات، تُكرر بيانات الأيام السابقة دون تغيير. تظهر القيم المبكرة للعينات المختبرة مخبريًا بقيمة «1» في حال غياب البيانات. تشمل أرقام الحجر الصحي منذ السابع عشر من مارس الأشخاص المحجورين بعد دخول بولندا إثر إغلاق الحدود.

### القانون الجديد: «سبيكوستافا»
صدر قانون جديد (لقبه البولنديون باسم سبيكوستافا أو القانون المميز) لإدارة وباء كوفيد-19 المحتمل أو الأمراض الإنتانية الأخرى في بولندا من خلال إجراءات إدارية ومالية ووبائية واجتاز مرحلة القراءة الأولى من قبل لجنة برلمانية، ومن خلال القراءتين الثانية والثالثة من قبل مجلس البرلمان البولندي الأدنى (السيم)، في الأول والثاني من مارس بموافقة 400 عضو من بين 418 على القراءة الثالثة. كان اتحاد الحرية والاستقلال هو المجموعة البرلمانية الوحيدة التي عارضت الإجراء. امتدح الفيلسوف وأستاذ الحقوق ييرزي جايادلو نقاش هذا القانون في مجلس السيم، إذ سمح المتحدث لأعضاء البرلمان بمناقشة القانون تحت مبادئ الديمقراطية التشاورية التي اعتبرها نادرة في البرلمان الذي يسيطر عليه حزب القانون والعدالة. انتقد جايادلو القانون لأنه يؤسس لسلطات مبهمة مع فرصة صغيرة للرقابة والتوازن، الأمر الذي رآه في روح مقاربة الحزب السياسي في السلطة؛ وجد القانون ممهدًا لحالة طوارئ دائمة لكوفيد-19 وجميع الأمراض المعدية الأخرى؛ انتقد المجال الواسع من التغييرات المطبقة في القانون معتبرًا أنها تملك عواقب يصعب توقعها؛ واعتبر القانون غير ضروري باعتبار أن القوانين التي تتطرق للموضوع موجودة مسبقًا. انتقدت القاضية السابقة في المحكمة الدستورية البولندية إيفا ليتوفسكا هذا القانون لأنه يؤدي إلى خلق حالة طوارئ جديدة لمدة 180 يومًا، إضافة إلى قوانين حالة الطوارئ المحددة في الدستور البولندي لمدة 90 يومًا. فسرت هذا القانون على أنه تقديم صلاحيات اعتباطية إلى السلطات دون تقييد من قبل المحاكم التنفيذية.

## التضامن مع الدول الأخرى
اتّخذت السلطات البولندية مع مواطنيها إجراءات تضامنية عديدة لدعم الشعوب في البلدان الأخرى المتضررة بسبب الجائحة، وساعدت في عملية إعادة المواطنين إلى بلدانهم الأصلية.
أرسلت الحكومة البولندية إمدادات طبية إلى إيطاليا وسان مارينو، بما فيها 20,000 لتر من المطهرات إلى فينيتو وسان مارينو، من إنتاج شركة بولفا تاركومين الحكومية، بالإضافة إلى حمولة من الإمدادات الطبية في 7 أبريل عام 2020. أرسل المركز البولندي للمساعدة الدولية فريقًا من 15 طبيبًا ومساعدًا طبيًا بولنديًا إلى مستشفى ميداني في بريشيا، لومباردي. شارك أطباء من المعهد الطبي العسكري في وارسو (بالبولندية: WIM Warszawa) بتجربتهم في التصدي لكوفيد-19 على الأراضي الإيطالية مع زملائهم الأرمن والأذريين والمولدوفيين. خصّص المزارعون البولنديون جزءًا من منتجاتهم للأطباء والممرضات الإيطاليين وغيرهم من المتخصصين في الرعاية الصحية. تزينت العديد من المباني البولندية بألوان العلم الإيطالي. أرسلت السلطات البولندية 20,000 لتر من السائل المطهر إلى إسبانيا من إنتاج شركة ترايسيبت كومبلكس.
ذهبت بعثة طبية من المعهد الطبي العسكري في وارسو إلى شيكاغو في 23 أبريل عام 2020 للمساعدة في إدارة أزمة كوفيد-19. في 13 أبريل 2020، قدّم ممثل صندوق التضامن البولندي في جورجيا معدات للرش و500 قناع و800 قناع وجه قابل لإعادة الاستخدام للسلطات البلدية في روستافي ومارنولي (كارتلي السفلى)، وغوري (كارتلي الداخلية) ولعيادة في نيكوزي، بالقرب من الحدود مع أوسيتيا الجنوبية. خصصت وزارة الخارجية البولندية 1.2 مليون زلوتي بولندي لمشاريع تهدف إلى دعم خدمات الطوارئ في جورجيا وأوكرانيا. وصلت قافلة من خدمة إطفاء الحرائق التابعة للدولة البولندية إلى مينسك، روسيا البيضاء في 24 أبريل، حاملةً شحنات المساعدات الإنسانية لمركز الاستجابة الطبية الوطني، بهدف دعم المؤسسات الطبية في أوبلاست جردونه، وتضمنت المساعدات 50,000 لتر من السوائل المطهرة و30,000 لتر من المعقمات و100,000 قناع جراحي، وكمية من دواء الكلوروكين.
تبرعت شركة فيباس البولندية بما يعادل 100,000 قناع واقٍ قابل لإعادة الاستخدام لصالح كازاخستان، بالإضافة إلى تقديمها عددًا من أجهزة الحاسوب المحمولة لأطفال المدارس الكازاخستانية. شارك فريق من ثمانية أطباء وممرضين ومساعدين طبيين بولنديين من المركز البولندي للمساعدات الدولية في برنامج الدعم الذي أطلقته منظمة الصحة العالمية، إذ قضوا عشرة أيام في تدريب العاملين في مستشفيات قيرغيزستان.
شاركت الجاليات البولندية في أعمال تضامنية شعبية حول العالم. قدّم متطوعو البعثة الكاثوليكية البولندية في فرايبورغ، برايسغاو، المساعدة والاستشارات الطارئة، وعمد معلمو المدارس البولندية في جمهورية التشيك إلى حياكة الأقنعة وإيصالها إلى منازل كبار السن، وأسهمت الجالية البولندية في كندا في طباعة المواد الوقائية عبر تقنية الطباعة ثلاثية الأبعاد والمساعدة في التسوق، ووفرت الجمعية الطبية البولندية في بيرديانسك، أوكرانيا استشارات هاتفية، وعملت جمعية البولنديين في إسبانيا (nasz Dom - Nuetra casa) على تقديم الدعم القانوني والنفسي وحياكة الملابس الواقية لصالح دور رعاية المسنين.
استخدمت شركة الخطوط الجوية البولندية (إل أو تي) شبكة تويتر لتنظيم برنامج عودة 2000 شخص إلى بلدانهم الأصلية عبر هاشتاغ «#«LOTdoDomu أي «#رحلة_إلى_الديار»، متضمنةً رحلات إلى 18 دولةً عضوًا في الاتحاد الأوروبي، ويُذكر اكتمال البرنامج في 5 أبريل عام 2020. نظّمت إل أو تي أيضًا 388 رحلة طيران خاصة على مدى 22 يومًا أعادت 55 ألفًا من المواطنين والعمال البولنديين إلى بولندا. عرضت السلطات البولندية خدمات عبّاراتها وقطاراتها، إلى جانب 18 قافلة مؤلفة من 800 مركبة، ترافقها الشرطة، لمساعدة الإستونيين واللاتفيين والليتوانيين على العودة إلى بلدانهم.

## الرقابة على الكوادر الطبية
في 18 مارس 2020، نشرت إحدى القابلات المتمرسات في مستشفى ضمن محافظة بولندا الصغرى تقريرًا على فيسبوك عن ظروف العاملين الطبيين ووضع المستشفى فيما يتعلق بجائحة كوفيد-19، ما أدى إلى طردها من المستشفى في 19 مارس من قبل ماريك فيرزبا، الذي أكد ضرورة تحلّي الطاقم الطبي بالمسؤولية والثقة ونشر المعلومات الحقيقية فقط، متهمًا القابلة المطرودة بنشر الذعر. اعتبر وزير الصحة البولندي لوكاش شوموفسكي قرار طردها خاطئًا.
في 20 مارس، أرسل وزير الدولة في وزارة الصحة، يوزيفا شزوريك-زيلاسكو، بيانًا خطيًا يأمر المستشارين الطبيين في المحافظة بعدم الإدلاء بأي تصريحات حول سارس-كوف-2، أو الوضع الوبائي، أو المخاطر التي يتعرض الطاقم الطبي لها، أو طرق الحماية من العدوى، دون استشارة وزارة الصحة أولًا أو هيئة التفتيش الصحي (بالبولندية: Główny Inspektorat Sanitarny). دعم شزوريك-زيلاسكو بيانه بالحاجة إلى توفير معلومات صحيحة وموحدة وتجنب الاضطرابات غير المبررة في المجتمع الطبي.
وصفت مجموعة من الجراحين، تحمل اسم اتفاقية جراحي سكالبل (بالبولندية:Porozumienie Chirurgów SKALPEL)، أوامر الوزير بالابتزاز، وأنها قد تتسبب في وقوع كارثة. ذكرت المجموعة أن جائحة كوفيد-19 قد كشفت «عدم استعداد بولندا على الإطلاق للأزمات» مع «نقص التجهيزات ومعدات الوقاية الشخصية الأساسية والمواد المطهرة، والافتقار إلى المعايير والإجراءات اللازمة».
في 25 مارس 2020، أرسل أمين ديوان المظالم البولندي آدم بودنار رسالةً إلى وزير الصحة، شوموفسكي، نصّ مضمونها على ضمان حرية الكلام للموظفين الطبيين بموجب المادتين 2 و54 من الدستور البولندي، وضمان حق الجمهور في الحصول على المعلومات بموجب المادة 61 من الدستور، ونوّه بإمكانية وقوع انتهاك محتمل «للمعايير الإلزامية» إبان طرد الأطباء أو معاقبتهم بسبب توفير المعلومات لعامة الشعب في أثناء الجائحة. تساءل بودنار عما إذا كان شوموفسكي على علم بالوضع وطلب توضيحًا لهذه السياسات.

## انتشار فيروس سارس-كوف-2 داخل بولندا وحولها

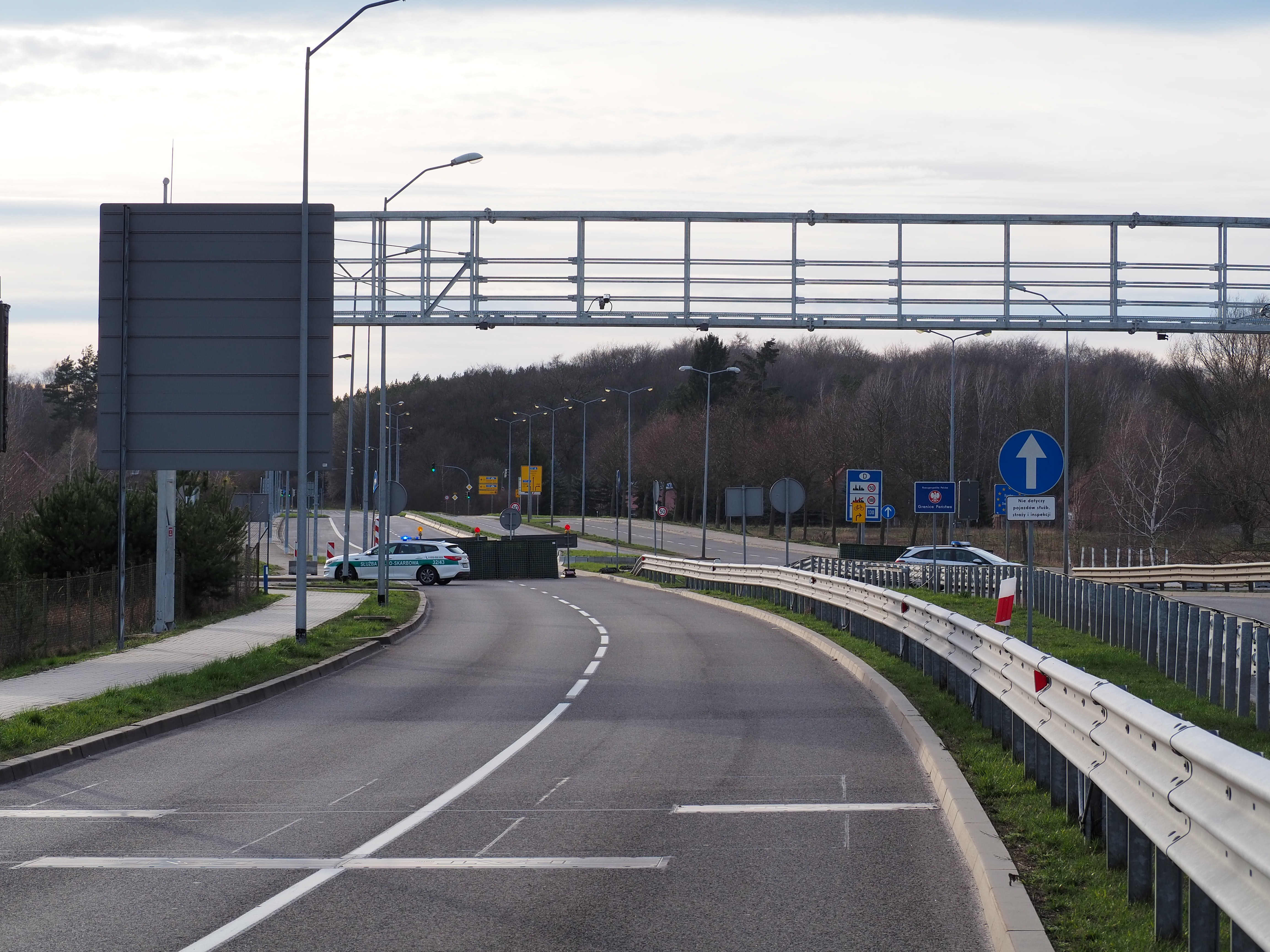
مراقبة الحدود الألمانية-البولندية مؤقتًا في لوبيزين (غرب بوميرانيا)، 15 مارس 2020.

أكّدت الفحوصات المخبرية أول إصابة بسارس-كوف-2 في بولندا في 4 مارس 2020، تحديدًا في محافظة لوبوسكي الواقعة على الحدود مع ألمانيا، وتبعتها حالات أخرى في سبع محافظات على امتداد بولندا خلال 5-9 مارس 2020، لتغطي رقعة الإصابات ثمانيةً من المقاطعات الستة عشر. شهد يوم 17 مارس تسجيل جميع المقاطعات الستة عشر حالات إيجابية للإصابة بفيروس سارس-كوف-2، مع وصول الإصابات إلى آخر محافظتين خاليتين من الإصابات: كويافيا-بوميرانيا وبودلاسكي.
في 15 مارس، أغلقت بولندا حدودها البرية لمدة 10 أيام، وحركة المسافرين في مطاراتها الدولية لمدة 14 يومًا، لتسمح فقط للبولنديين المقيمين أو المواطنين أو ذوي القرابة الأسرية المباشرة بدخول بولندا. تعيّن على الأفراد الواصلين إلى بولندا الخضوع للحجر الصحي لمدة 14 يومًا.
من الأسفل: العدد التراكمي لإصابات سارس-كوف-2 في بولندا مقارنةً بعدد الحالات في جيران بولندا السبعة. بولندا: خط أحمر؛ الاتحاد الأوروبي (ألمانيا والتشيك وسلوفاكيا وليتوانيا): خطوط ملونة بدرجات اللون الأخضر؛ دول من خارج الاتحاد الأوروبي (روسيا وبلاروسيا وأوكرانيا): خطوط ملونة بدرجات اللون الأزرق.

## عدد الحالات التفصيلي

### تصنيف وفيات كوفيد-19 مقابل الوفيات غير الناجمة عن كوفيد-19
في 26 مارس 2020، لم يتضمن تصنيف السلطات الصحية البولندية لوفيات كوفيد-19 سوى وفيات الإصابات بسارس-كوف-2 المؤكدة في المختبر، والمندرجة ضمن تصنيف (U07.1) بموجب نظام التصنيف الدولي للأمراض في مراجعته العاشرة (آي سي دي-10)، إذ لم تشتمل تعليمات المعهد الوطني للصحة العامة -المعهد الوطني للصحة (إن آي بّي إتش-إن آي إتش) على التعريف الذي طرحته منظمة الصحة العالمية قبل يوم واحد حول وفيات كوفيد-19 المندرجة ضمن تصنيف (U07.2)، الذي يحدد الوفيات عند «تشخيص كوفيد-19 سريريًا أو وبائيًا مع عدم إمكانية إجراء الفحوصات المخبرية أو اعتبار نتائجها غير حاسمة». وصف ستيفان كارتسماريفيز في صحيفة بوليتيكا هذه الإجراءات بمحاولة السلطات خفض عدد وفيات كوفيد-19 الرسمية في بولندا، متحججًا بوجود سياسة للحد من عدد اختبارات سارس-كوف-2، إلى جانب استبعاد فئة (U07.2)، ما أدى إلى تقليل عدد الوفيات الحقيقي بكوفيد-19. أكّدت (إن آي بّي إتش-إن آي إتش) أن الإغفال غير مقصود ووقع نتيجة التوقيت، وحدّثت تعليماتها في 1 أبريل، موجهةً الأطباء نحو اعتماد تعريف (U07.2) لحالات كوفيد-19 المصنفة سريريًا أو وبائيًا. أشارت (إن آي بّي إتش-إن آي إتش) إلى اعتبار منظمة الصحة العالمية التمييز بين (U07.1) و(U07.2) «أمرًا في غير محلّه». في 6 أبريل، زعم بارتوز فياتشيك، اختصاصي أمراض الروماتيزم البولندي، أن تعليمات (إن آي بّي إتش-إن آي إتش) لم تكن واضحة، مع عدم اعتماد (U07.2) لتصنيف وفيات كوفيد-19 في المستشفى، حيث لم تُجرَ اختبارات الإصابة بسارس-كوف-2، حالها حال وفيات كوفيد-19 في الحجر الصحي.

### وفيات كوفيد-19 المُشتبه بها في الحجر الصحي
في 21 مارس 2020، عثرت الشرطة على جثة رجل يبلغ من العمر 45 عامًا عُزل في غلوكوف بعد عودته من خارج بولندا، وظهور أعراض كوفيد-19 عليه. حتى تاريخ 26 مارس 2020، لم يصدر المدعي العام المسؤول عن قضية وفاته أي قرار حول إجراء اختبار سارس-كوف-2 المخبري على الجثة. عثرت عائلة امرأة تبلغ من العمر 50 عامًا على جثتها في 24 مارس بعد أن عادت من ألمانيا إلى كونين وشعرت بالمرض. رفضت وكالة الصحة الوطنية جي آي إس (بالبولندية: Główny Inspektorat Sanitarny) إجراء اختبار إصابة الجثة بسارس-كوف-2. لم تحدد جي آي إس الإجراءات المعمول بها فيما يتعلق باختبارات ما بعد الوفاة حتى تاريخ 27 مارس عام 2020. بقي الغموض سائدًا حتى تاريخ 6 أبريل عام 2020 حول كفاءة أي مختبر في بولندا لإجراء اختبارات الإصابة بسارس-كوف-2 بعد الوفاة.

### الوفيات غير الرسمية
ظهرت ادعاءات عدّة تفيد بعدم إبلاغ وزارة الصحة عن العدد الصحيح لوفيات كوفيد-19. ذكر مجلس مدينة وارسو في أوائل أبريل وجود 32 حالة وفاة بكوفيد-19 في وارسو، في حين سجّلت الإحصاءات الرسمية ثماني وفيات فقط. برّر وزير الصحة هذا الفرق بتسجيل الوفيات رسميًا وفقًا لأماكن الإقامة الرسمية للمتوفين، بينما أكّد عمدة وارسو، رافاي ترزاسكوفسكي، التحقق من البيانات بعناية، وتسجيل 18 وفاة من أصل 32 من الوفيات رسميًا من بين سكان وارسو، وليس ثمانية.
زعم موقع OKO.press عدم إعلان وزارة الصحة عن وفاة شخصين بكوفيد-19 في مستشفى تابع لوزارة الداخلية والإدارة في وارسو: وقعت الوفاة الأولى في 19 مارس 2020، لرجل وُلد في عام 1942 وعاد من النمسا، بينما كانت الثانية لمريض نفسي في 24 مارس. شهد يوم 26 مارس ادّعاء عائلة الرجل المولود في عام 1942 عدم الإعلان عن وفاة الرجل، بالتزامن مع إعلان وزارة الصحة وفاة رجل يبلغ من العمر 78 عامًا في وارسو في اليوم نفسه.
استمر الخلاف في أوائل أبريل بين كل من وسائل الإعلام المحلية ورئيس محافظة كوفايا-بوميرانيا وجي آي إس لعدة أيام حول وفاة امرأة تبلغ من العمر 64 عامًا من غروجونتس في 4 أبريل في إحدى مستشفيات المدينة كانت قد ثبتت إصابتها بسارس-كوف-2. وفقًا لصحيفة غازيتا بومورسكا، لم يوافق رئيس المحافظة على ذكر وفاة المرأة ذات 64 عامًا في التقارير الرسمية إلا بعد «تدخل» الصحيفة، وأكدت إدراج وزارة الصحة وفاةً واحدةً فقط بكوفيد-19 في مدينة غروجونتس حتى تاريخ 8 أبريل عام 2020 (شخص بعمر 80 عامًا)، في حين ذكرت تقارير الفروع المحلية لوكالة الصحة عدم وجود حالات إصابة بسارس-كوف-2 في غروجونتس.

## الخط الزمني

### قبل 4 مارس 2020
في 19 فبراير، بقي 12 شخصًا في المستشفى «حالاتهم المرضية متعلقة بفيروس كورونا»، و13 تحت الحجر الصحي المنزلي و1000 تحت المراقبة من قبل الخدمات الصحية. في 27 فبراير، بقي 47 شخصًا في المستشفى بعد أن اشتُبه في إصابتهم بكوفيد-19، وكان 55 منهم تحت الحجر الصحي المنزلي و1570 تحت المراقبة. صرّح وزير الصحة البولندي في 27 فبراير أنه يتوقع زيادة الحالات الإيجابية المؤكدة في الأيام التالية.
في 3 مارس، أُجري تقريبًا نحو 559 اختبار كوفيد-19 للأشخاص في بولندا المشتبه في إصابتهم، وكانت كل النتائج سلبية، ازداد لاحقًا عدد الأشخاص الذين خضعوا للعزل والمراقبة في المنزل وانخفضت عدد الحالات المشتبه بها في المستشفيات.

### 9-4 مارس: الحالات القادمة من الخارج فقط
أُعلن عن أول حالة مؤكدة مخبريًا لكوفيد-19 في بولندا في 4 مارس 2020، من أصل 584 اختبارًا. عاد المريض، البالغ من العمر 66 عامًا، من ويستفاليا في ألمانيا بالحافلة إلى شفيتشكو ومن هناك بسيارة خاصة إلى سيبينكا. شعر بأعراض فاتصل بطبيب عام، ثم نُقل بسيارة إسعاف إلى مستشفى في زيلونا جورا، ووصل في منتصف 2 مارس. في مساء ذلك اليوم، أُرسلت عينة مأخوذة من المريض إلى مخبر في وارسو. وصلت نتيجة الاختبار في 3-4 مارس وكانت إيجابية، وأعلنها وزير الصحة في الساعة 8:00 بالتوقيت المحلي بتاريخ 4 مارس. انتقدت صحيفة (أو كي أو) هذا التأخير لمدة 44 ساعة بعد وصول المريض إلى المستشفى ومعرفة نتيجة الاختبار الإيجابية. حاولت الصحف الاتصال بالمريض الموجود تحت الحجر الصحي في منزله، لكن وزير الصحة طلب من وسائل الإعلام احترام خصوصية المريض.
أعلن وزير الصحة البولندي في 6 مارس ظهور أربع حالات جديدة مؤكدة: حالة واحدة في المستشفى في أوسترودا، مرتبطة بالمريض السابق أو «المريض صفر» من سيبينكا (فقد سافر الاثنان معًا في نفس الحافلة)؛ مريضان في شتشيتسين عادا بالسيارة من إيطاليا؛ ومريض واحد في فروتسواف عاد من المملكة المتحدة. وفي 7 مارس، أعلن وزير الصحة تأكيد المخبر على وجود حالة أخرى لكوفيد-19، لشخص آخر كان قد سافر في الحافلة مع «المريض صفر».
أعلنت وزارة الصحة في 8 مارس عن تسجيل حالتين جديدتين. إذ نُقل أحد الأشخاص إلى المستشفى في وارسو وآخر إلى مستشفى محافظة سيليزيا، وكلاهما في حالة جيدة. وفي المساء، أكدت الوزارة ثلاث نتائج اختبار إيجابية أخرى، ما رفع عدد الحالات اليومية إلى خمس حالات جديدة. نُقل المرضى إلى المستشفى في كل من وارسو وفروتسواف وراسيبورز: شخص مسن، ورجل في منتصف العمر وشاب. كان المسن (الذي أُدخل إلى المستشفى في فروتسواف) في حالة خطيرة.
أعلن وزير الصحة البولندي في صباح 9 مارس وجود خمس حالات جديدة مؤكدة، ثلاث حالات منها في راسيبورز وواحدة في كراكوف وواحدة في فروتسواف وواحدة في بوزنان، ما رفع العدد الإجمالي لحالات الإصابة المؤكدة بكوفيد-19 في بولندا إلى 17 حالة.

### 10 مارس-27 مارس: انتقال العدوى محليًا
أعلنت بولندا رسميًا إلى منظمة الصحة العالمية في 10 مارس أن مرض كوفيد-19 أصبح ينتقل محليًا في البلاد.
أُعلن عن الإصابة الثامنة عشرة المؤكدة في محافظة مازوفيا بتاريخ 10 مارس. كانت حالة مريضي كوفيد-19 اللذين أُعلن عنهما سابقًا في وارسو خطيرة جدًا. شُخّصت إصابة القائد العام للقوات المسلحة، جاروسلو ميكا، بالفيروس بتاريخ 10 مارس.
ارتفع عدد الحالات المؤكدة في 16 مارس إلى 177 حالة ووصل عدد الوفيات إلى 4. وكان أحد المصابين هو وزير البيئة ميخائو فوش.
أُجري اختبار كوفيد-19 «للمريض صفر» في مستشفى زيلونا جورا في 17 مارس، وكانت النتيجة سلبية للمرة الثانية على التوالي، وأُعلن أنه قد تعافى.

### 28 مارس-حتى الآن: مجموعات رعاية المسنين والمستشفيات
في 17 مارس، ظهرت على الطبيب «زد» في مستشفى في غروجيك، أعراض سعال جاف وحمى وأُخذت منه عينة لاختبار كوفيد-19. لم يرغب العديد من أعضاء الهيئة التدريسية العمل مع الطبيب مجددًا، لم يتفق رئيس الهيئة معهم لكنه قرر بعد نقاش طويل عزل الطبيب. استمر طاقم المستشفى في العمل لبقية اليوم دون تطهير الأماكن التي تواجد بها الطبيب. في 18 مارس، تأكدت إصابة الطبيب بكوفيد-19، وطلبت المستشفى أخذ عينات من الأشخاص الذين اختلطوا معه في الأيام الخمسة السابقة. وأمرت بعض الممرضات بالعودة للعمل في المستشفى أثناء انتظار نتائج اختبارهن. حتى تاريخ 24 مارس، وُجد أن 11 من أصل 59 مريضًا بالمستشفى بالإضافة إلى 7 موظفين من الطاقم الطبي كانوا مصابين بكوفيد-19. ووُصف الوضع بأنه عدوى نتيجة الإهمال.
عمل أحد موظفي مستشفى غروجيك أيضًا في دار رعاية في نيدابيل. ووجد في 28 مارس، أن 52 من أصل 66 مقيمًا بالإضافة إلى 8 موظفين كانوا مصابين بكوفيد-19.
في 1 أبريل، أُغلفت 38 مستشفى في جميع أنحاء بولندا، منها 12 في محافظة مازوفيا التي تشمل العاصمة البولندية وارسو، مؤقتًا بسبب خطر الإصابة بكوفيد-19.
| التاريخ (بتوقيت وسط أوروبا) | إصابات مشتبه بها «أ» | في الحجر الصحي «ب» | تحت المراقبة | تم اختبارهم (المجموع) «ج» | إصابات مؤكدة يوميًا «د» | إصابات مؤكدة | إصابات نشطة | حالات الشفاء «ه» | الوفيات الرسمية يوميًا «و» | الوفيات غير الرسمية يوميًا «ز» | المصدر (المصادر) «ح»               |
| 19 فبراير 2020 | 12                   | 13                 | 1000         |                           |                        | 0            |             |                  |                           |                               | [ 55 ]                             |
| 27 فبراير 2020 | 47                   | 55                 | 1570         |                           |                        | 0            |             |                  |                           |                               | [ 56 ]                             |
| 28 فبراير 2020 | 106                  | 146                | 3000         |                           | 0                      | 0            |             |                  | 0                         |                               | [ 57 ]                             |
| 29 فبراير 2020 |                      |                    |              | 307                       |                        | 0            |             |                  | 0                         |                               | [ 58 ]                             |
| 1 مارس 2020 |                      |                    |              |                           | 0                      | 0            |             |                  | 0                         |                               | [ 59 ]                             |
| 2 مارس 2020 | 121                  | 237                | 3600         |                           | 0                      | 0            |             |                  | 0                         |                               | [ 60 ]                             |
| 3 مارس 2020 | 68                   | 316                | 4459         | 559                       | 0                      | 0            |             |                  | 0                         |                               | [ 61 ] [ 62 ]                      |
| 4 مارس 2020 | 65                   | 349                | 4540         | 584                       | 1                      | 1            | 1           |                  | 0                         |                               | [ 63 ] [ 64 ] [ 65 ]               |
| 5 مارس 2020 | 92                   | 490                | 5647         | 676                       | 0                      | 1            | 1           |                  | 0                         |                               | [ 66 ] [ 67 ]                      |
| 6 مارس 2020 | 128                  | 1299               | 6184         | 855                       | 4                      | 5            | 5           |                  | 0                         |                               | [ 68 ] [ 69 ]                      |
| 7 مارس 2020 | 146                  | 1548               | 6409         |                           | 1                      | 6            | 6           |                  | 0                         |                               | [ 70 ] [ 71 ]                      |
| 8 مارس 2020 | 168                  | 932                | 7122         | 1154                      | 5                      | 11           | 11          |                  | 0                         |                               | [ 72 ] [ 73 ] [ 74 ] [ 75 ]        |
| 9 مارس 2020 | 467                  | 1014               | 7110         | 1384                      | 6                      | 17           | 17          |                  | 0                         |                               | [ 76 ] [ 77 ] [ 78 ]               |
| 10 مارس 2020 | 220                  | 1055               | 9366         | 1630                      | 5                      | 22           | 22          |                  | 0                         |                               | [ 79 ] [ 80 ] [ 81 ] [ 82 ]        |
| 11 مارس 2020 | 317                  | 1193               | 11,524       | 2024                      | 9                      | 31           | 31          |                  | 0                         |                               | [ 83 ] [ 84 ] [ 85 ]               |
| 12 مارس 2020 | 384                  | 2736               | 14,841       | 2234                      | 20                     | 51           | 50          |                  | 1                         |                               | [ 87 ] [ 88 ] [ 89 ] [ 90 ] [ 91 ] |
| 13 مارس 2020 | 521                  | 3151               | 17,784       | 2889                      | 17                     | 68           | 66          |                  | 1                         |                               | [ 93 ] [ 94 ] [ 95 ]               |
| 14 مارس 2020 | 526                  | 4413               | 20,340       | 4414                      | 36                     | 104          | 101         |                  | 1                         |                               | [ 97 ] [ 98 ] [ 99 ]               |
| 15 مارس 2020 | 768                  | 7535               | 25,816       | 5493                      | 21                     | 125          | 122         |                  | 0                         |                               | [ 100 ] [ 101 ] [ 102 ]            |
| 16 مارس 2020 | 734                  | 10,050             | 30,129       |                           | 52                     | 177          | 173         |                  | 1                         |                               | [ 104 ] [ 103 ]                    |
| 17 مارس 2020 | 833                  | 37,510             | 35,853       | 7899                      | 61                     | 238          | 232         | 1                | 1                         |                               | [ 107 ] [ 108 ] [ 109 ]            |
| 18 مارس 2020 | 923                  | 57,185             | 40,110       | 9515                      | 49                     | 287          | 281         |                  | 0                         |                               | [ 110 ] [ 111 ] [ 112 ]            |
| 19 مارس 2020 | 871                  | 76,764             | 48,660       | 11,196                    | 68                     | 355          | 349         |                  | 0                         | 1                             | [ 114 ] [ 115 ] [ 116 ]            |
| 20 مارس 2020 | 898                  | 109,235            | 53,117       | 13,072                    | 70                     | 425          | 417         | 2                | 0                         |                               | [ 120 ] [ 121 ] [ 122 ]            |
| 21 مارس 2020 | 1047                 | 128,920            | 56,623       | 15,084                    | 111                    | 536          | 528         |                  | 0                         |                               | [ 123 ] [ 124 ] [ 125 ]            |
| 22 مارس 2020 | 1084                 | 128,980            | 58,826       | 17,607                    | 98                     | 634          | 624         |                  | 2                         |                               | [ 128 ] [ 129 ] [ 130 ]            |
| 23 مارس 2020 | 1138                 | 150,746            | 51,142       | 20,127                    | 116                    | 749          | 738         |                  | 1                         |                               | [ 132 ] [ 133 ] [ 134 ]            |
| 24 مارس 2020 | 1479                 | 167,040            | 53,426       | 22,898                    | 152                    | 901          | 883         | 1                | 2                         | 1                             | [ 139 ] [ 140 ] [ 141 ]            |
| 25 مارس 2020 | 1615                 | 209,208            | 56,930       | 26,244                    | 150                    | 1051         | 1025        | 6                | 3                         |                               | [ 145 ] [ 146 ] [ 147 ]            |
| 26 مارس 2020 | 1606                 | 234,382            | 59,081       | 29,564                    | 170                    | 1221         | 1186        | 9                | 3                         |                               | [ 150 ] [ 151 ]                    |
| 27 مارس 2020 | 1696                 | 256,156            | 58,306       | 34,067                    | 168                    | 1389         | 1353        | 1                | 0                         | 1                             | [ 153 ] [ 154 ] [ 155 ] [ 156 ]    |
| 28 مارس 2020 | 1719                 | 265,303            | 56,585       | 38,674                    | 249                    | 1638         | 1597        | 3                | 2                         |                               | [ 160 ] [ 161 ] [ 162 ] [ 163 ]    |
| 29 مارس 2020 | 1879                 | 269,307            | 52,612       | 42,783                    | 224                    | 1862         | 1812        | 5                | 4                         |                               | [ 168 ] [ 169 ] [ 170 ]            |
| 30 مارس 2020 | 1900                 | 270,314            | 52,370       | 46,607                    | 193                    | 2055         | 1989        | 7                | 9                         |                               | [ 174 ] [ 175 ] [ 176 ]            |
| 31 مارس 2020 | 1924                 | 270,314            | 50,804       | 51,419                    | 256                    | 2311         | 2243        |                  | 2                         |                               | [ 179 ] [ 180 ] [ 181 ]            |
| 1 أبريل 2020 |                      |                    |              | 55,801                    | 243                    | 2554         | 2464        | 12               | 10                        |                               | [ 186 ] [ 187 ] [ 188 ]            |
| 2 أبريل 2020 | 2317                 | 183,095            | 48,039       | 61,178                    | 392                    | 2946         | 2842        |                  | 14                        |                               | [ 192 ] [ 193 ]                    |
| 3 أبريل 2020 | 2158                 | 174,997            | 44,491       | 66,938                    | 437                    | 3383         | 3265        |                  | 14                        | 1                             | [ 198 ] [ 199 ] [ 200 ] [ 201 ]    |
| 4 أبريل 2020 | 2303                 | 160,587            | 41,146       | 72,901                    | 244                    | 3627         | 3432        | 69               | 8                         |                               | [ 205 ] [ 206 ] [ 207 ]            |
| 5 أبريل 2020 | 2434                 | 131,888            | 39,157       | 80,757                    | 475                    | 4102         | 3874        | 18               | 15                        |                               | [ 211 ] [ 208 ] [ 212 ]            |
| 6 أبريل 2020 | 2444                 | 143,256            | 37,295       | 85,467                    | 311                    | 4413         | 4144        | 28               | 13                        |                               | [ 216 ] [ 213 ]                    |
| 7 أبريل 2020 | 2476                 | 148,130            | 36,391       | 92,215                    | 435                    | 4848         | 4528        | 29               | 22                        |                               | [ 220 ] [ 221 ] [ 222 ] [ 217 ]    |
| 8 أبريل 2020 | 2425                 | 153,390            | 33,273       | 99,284                    | 357                    | 5205         | 4824        | 31               | 29                        |                               | [ 227 ] [ 223 ] [ 228 ]            |
| 9 أبريل 2020 | 2473                 | 152,898            | 33,989       | 107,597                   | 370                    | 5575         | 5117        | 62               | 16                        |                               | [ 232 ] [ 233 ] [ 229 ]            |
| 10 إبريل 2020 | 2409                 | 158,663            | 33,879       | 118,295                   | 380                    | 5955         | 5456        | 34               | 7                         | 4                             | [ 238 ] [ 234 ] [ 239 ]            |
| 11 إبريل 2020 | 2426                 | 166,974            | 31,370       | 129,560                   | 401                    | 6356         | 5773        | 57               | 27                        |                               | [ 243 ] [ 244 ] [ 240 ]            |
| 12 إبريل 2020 | 2481                 | 162,974            | 30,982       | 138,007                   | 318                    | 6674         | 6003        | 64               | 24                        |                               | [ 245 ] [ 247 ]                    |
| 13 إبريل 2020 | 2510                 | 151,548            | 29,571       | 143,630                   | 260                    | 6934         | 6202        | 48               | 13                        |                               | [ 250 ]                            |
| 14 إبريل 2020 | 2471                 | 144,875            | 28,665       | 148,321                   | 268                    | 7202         | 6321        | 131              | 18                        |                               | [ 254 ] [ 255 ]                    |
| 15 إبريل 2020 | 2499                 | 145,875            | 28,084       | 156,493                   | 380                    | 7582         | 6628        | 50               | 23                        |                               | [ 259 ] [ 260 ]                    |
| 16 إبريل 2020 | 2607                 | 142,220            | 25,923       | 169,071                   | 336                    | 7918         | 6830        | 106              | 28                        |                               | [ 264 ] [ 265 ]                    |
| 17 إبريل 2020 | 2673                 | 138,004            | 25,773       | 179,654                   | 457                    | 8379         | 7181        | 92               | 18                        |                               | [ 269 ] [ 270 ]                    |
| 18 إبريل 2020 | 2725                 | 118,361            | 25,273       | 192,960                   | 334                    | 8742         | 7414        | 115              | 15                        |                               | [ 274 ] [ 275 ]                    |
| 19 إبريل 2020 | 2482                 | 124,311            | 18,436       | 204,246                   | 515                    | 9224         | 7824        | 59               | 13                        |                               | [ 279 ] [ 280 ]                    |
| 20 إبريل 2020 | 2511                 | 111,079            | 17,266       | 214,236                   | 306                    | 9530         | 8017        | 93               | 20                        |                               | [ 284 ] [ 285 ]                    |
| 21 إبريل 2020 | 2914                 | 105,602            | 21,364       | 224,355                   | 263                    | 9793         | 8095        | 164              | 20                        |                               | [ 289 ] [ 290 ]                    |
| 22 إبريل 2020 | 3505                 | 98,020             | 22,731       | 238,799                   | 313                    | 10,106       | 8167        | 216              | 25                        |                               | [ 294 ] [ 295 ]                    |
| 23 إبريل 2020 | 3099                 | 103,129            | 21,781       | 250,719                   | 342                    | 10,448       | 8254        | 227              | 28                        |                               | [ 299 ] [ 300 ]                    |
| 24 إبريل 2020 | 3095                 | 97,905             | 20,546       | 265,201                   | 381                    | 10,829       | 8391        | 204              | 40                        |                               | [ 304 ] [ 305 ]                    |
| 25 إبريل 2020 | 2821                 | 87,003             | 19,653       | 278,994                   | 381                    | 11,210       | 8560        | 182              | 30                        |                               | [ 309 ] [ 310 ]                    |
| 26 إبريل 2020 | 2749                 | 79,656             | 19,116       | 290,633                   | 344                    | 11,554       | 8754        | 139              | 12                        |                               | [ 314 ] [ 315 ]                    |
| 27 إبريل 2020 | 2759                 | 78,878             | 18,693       | 297,859                   | 285                    | 11,839       | 8811        | 201              | 27                        |                               | [ 319 ] [ 320 ]                    |
| 28 إبريل 2020 | 2934                 | 82,643             | 18,394       | 310,744                   | 316                    | 12,155       | 8904        | 189              | 34                        |                               | [ 324 ] [ 325 ]                    |
| 29 إبريل 2020 | 2973                 | 85,837             | 18,016       | 324,527                   | 422                    | 12,577       | 8928        | 370              | 28                        |                               | [ 329 ] [ 330 ]                    |
| 30 إبريل 2020 | 3012                 | 88,265             | 18,874       | 338,027                   | 300                    | 12,877       | 8997        | 211              | 20                        |                               | [ 334 ] [ 335 ]                    |
| 1 مايو 2020 | 2789                 | 92,458             | 18,433       | 354,628                   | 228                    | 13,105       | 8963        | 255              | 7                         |                               | [ 338 ]                            |
| 2 مايو 2020 | 2649                 | 95,625             | 18,383       | 366,013                   | 270                    | 13,375       | 8949        | 271              | 12                        |                               | [ 342 ]                            |
| 3 مايو 2020 | 2761                 | 96,612             | 18,306       | 375,948                   | 318                    | 13,693       | 9070        | 183              | 15                        |                               | [ 345 ]                            |
| 4 مايو 2020 | 2653                 | 96,699             | 17,785       | 383,804                   | 313                    | 14,006       | 9214        | 150              | 19                        |                               | [ 350 ] [ 351 ]                    |
| 5 مايو 2020 | 2783                 | 100,765            | 17,291       | 394,270                   | 406                    | 14,412       | 9417        | 185              | 18                        |                               | [ 358 ] [ 359 ]                    |
| 6 مايو 2020 | 2760                 | 101,395            | 17,081       | 410,468                   | 311                    | 14,723       | 9335        | 375              | 18                        |                               | [ 363 ] [ 364 ]                    |
| 7 مايو 2020 | 2711                 | 103,913            | 16,765       | 425,994                   | 303                    | 15,026       | 9409        | 207              | 22                        |                               | [ 369 ] [ 370 ]                    |
| 8 مايو 2020 | 2758                 | 104,024            | 17,540       | 443,506                   | 337                    | 15,363       | 9403        | 322              | 21                        |                               | [ 374 ] [ 375 ]                    |
| 9 مايو 2020 | 2768                 | 102,996            | 17,155       | 460,686                   | 288                    | 15,651       | 9429        | 253              | 9                         |                               | [ 379 ] [ 380 ]                    |
| 10 مايو 2020 | 2658                 | 100,784            | 17,225       | 476,904                   | 345                    | 15,996       | 9498        | 261              | 15                        |                               | [ 384 ] [ 385 ]                    |
| 11 مايو 2020 | 2598                 | 97,002             | 17,051       | 491,216                   | 330                    | 16,326       | 9699        | 118              | 11                        |                               | [ 389 ] [ 390 ]                    |
| 12 مايو 2020 | 2571                 | 96,211             | 17,771       | 507,778                   | 556                    | 16,882       | 9912        | 315              | 27                        |                               | [ 396 ] [ 397 ]                    |
| 13 مايو 2020 | 2648                 | 96,062             | 18,009       | 528,122                   | 322                    | 17,204       | 9933        | 279              | 23                        |                               | [ 401 ] [ 402 ]                    |
| 14 مايو 2020 | 2538                 | 96,708             | 18,256       | 554,357                   | 411                    | 17,615       | 10,036      | 286              | 22                        |                               | [ 406 ] [ 407 ]                    |
| 15 مايو 2020 | 2579                 | 95,068             | 18,363       | 576,276                   | 401                    | 18,016       | 10,191      | 222              | 24                        |                               | [ 411 ] [ 412 ]                    |
| 16 مايو 2020 | 2407                 | 90,386             | 18,355       | 601,394                   | 241                    | 18,257       | 10,167      | 257              | 8                         |                               | [ 416 ] [ 417 ]                    |
| 17 مايو 2020 | 2459                 | 84,542             | 18,195       | 620,249                   | 272                    | 18,529       | 10,153      | 276              | 10                        |                               | [ 421 ] [ 422 ]                    |
| 18 مايو 2020 | 2544                 | 80,947             | 18,772       | 636,046                   | 356                    | 18,885       | 10,321      | 177              | 11                        |                               | [ 426 ] [ 427 ]                    |
| 19 مايو 2020 | 2490                 | 76,645             | 18,831       | 653,224                   | 382                    | 19,267       | 10,416      | 275              | 12                        |                               | [ 431 ] [ 432 ]                    |
| 20 مايو 2020 | 2414                 | 76,957             | 18,984       | 674,861                   | 471                    | 19,738       | 10,593      | 280              | 14                        |                               | [ 436 ] [ 437 ]                    |
| 21 مايو 2020 | 2330                 | 77,461             | 19,729       | 697,230                   | 403                    | 20,142       | 10,717      | 269              | 10                        |                               | [ 441 ] [ 442 ]                    |
| 22 مايو 2020 | 2261                 | 77,768             | 19,500       | 719,571                   | 472                    | 20,613       | 10,900      | 279              | 10                        |                               | [ 446 ] [ 447 ]                    |
| 23 مايو 2020 | 2271                 | 80,635             | 19,836       | 750,939                   | 316                    | 20,929       | 10,959      | 246              | 11                        |                               | [ 451 ] [ 452 ]                    |
| 24 مايو 2020 | 2242                 | 79,326             | 19,529       | 767,441                   | 361                    | 21,290       | 11,100      | 217              | 3                         |                               | [ 457 ] [ 458 ]                    |
| 25 مايو 2020 | 2268                 | 78,259             | 19,587       | 779,576                   | 341                    | 21,631       | 11,348      | 82               | 11                        |                               | [ 461 ] [ 462 ]                    |
| 26 مايو 2020 | 2171                 | 78,864             | 19,139       | 801,753                   | 443                    | 22,074       | 11,030      | 744              | 17                        |                               | [ 466 ] [ 467 ]                    |
| 27 مايو 2020 | 2320                 | 79,007             | 19,682       | 824,774                   | 399                    | 22,473       | 11,115      | 310              | 4                         |                               | [ 471 ] [ 472 ]                    |
| Total | N/A                  | N/A                | N/A          | 824,774                   | N/A                    | 22,473       | 11,115      | 10,330           | 1,028                     | 8                             | N/A                                |
| التاريخ (بتوقيت وسط أوروبا) | إصابات مشتبه بها «أ» | في الحجر الصحي «ب» | تحت المراقبة | تم اختبارهم (المجموع) «ج» | إصابات مؤكدة يوميًا «د» | إصابات مؤكدة | إصابات نشطة | حالات الشفاء «ه» | الوفيات الرسمية يوميًا «و» | الوفيات غير الرسمية يوميًا «ز» | المصدر (المصادر) «ح»               |
| - «أ» أُدخل إلى المستشفى للاشتباه بالإصابة بكوفيد-19. - «ب» لم توفر وزارة الصحة البولندية سوى العدد الإجمالي للأشخاص في الحجر الصحي حتى تاريخ 1 أبريل، ويتوفر أيضًا عدد الأشخاص المحجورين بعد عودتهم إلى البلاد قبل تاريخ 1 أبريل. - «ج» اختبارات الحمض النووي في المختبر. تتضمن التقارير اليومية من وزارة الصحة إجمالي عدد الاختبارات. - «د» حالات الإصابة بكوفيد-19 المُثبتة مخبريًا، بما فيها المرضى عديمو الأعراض. - «ه» قد يختلف مجموع حالات الشفاء اليومية عن ذلك المذكور رسميًا. - «و» وفيات كوفيد-19 الرسمية، وفقًا لوزارة الصحة البولندية. - «ز» الوفيات غير الرسمية بكوفيد-19، وفقًا للمصادر الطبية المُقدمة كمراجع. - «ح» ترد مصادر حالات الشفاء والوفيات في تلك الأعمدة. - «*» من المحتمل وجود حالات مفقودة بسبب عدم كفاية بيانات وزارة الصحة. |                      |                    |              |                           |                        |              |             |                  |                           |                               |                                    |

1. ↑  Possibly missing cases due to insufficient data from MOHPL